# Karsträsket, Norrbotten
Karsträsket är en sjö i Bodens kommun i Norrbotten och ingår i Luleälvens huvudavrinningsområde. Sjön har en area på 0,348 kvadratkilometer och ligger 46,1 meter över havet. Sjön avvattnas av vattendraget Bodån (Flarkån).

## Delavrinningsområde
Karsträsket ingår i det delavrinningsområde (732874-176053) som SMHI kallar för Inloppet i Karsträsket. Medelhöjden är 110 meter över havet och ytan är 5,63 kvadratkilometer. Räknas de 15 avrinningsområdena uppströms in blir den ackumulerade arean 169,74 kvadratkilometer. Bodån (Flarkån) som avvattnar avrinningsområdet har biflödesordning 2, vilket innebär att vattnet flödar genom totalt 2 vattendrag innan det når havet efter 58 kilometer. Avrinningsområdet består mestadels av skog (91 procent). Avrinningsområdet har 0,35 kvadratkilometer vattenytor vilket ger det en sjöprocent på 6,2 procent.